# Panicaut maritime
Eryngium maritimum
Espèce
Classification phylogénétique
Statut de conservation UICN

 LC  : Préoccupation mineure
 Europe, France 
Le Panicaut maritime ou Chardon bleu des dunes (Eryngium maritimum), est une espèce de plantes herbacées de la famille des Apiacées. Cette espèce florale est une des plus emblématiques des littoraux français, en particulier des côtes sableuses mais elle régresse en raison de la surfréquentation littorale, ce qui explique que le Conservatoire du littoral en a fait son emblème.

## Taxonomie

### Noms vernaculaires
L'espèce porte différents noms vernaculaires : panicaut de mer, chardon des dunes (appellation impropre car les vrais Chardons appartiennent à la famille des Asteraceae ), Chardon roulant (plante virevoltante), houx de mer.

## Description
C'est une plante vivace psammophyte glauque-bleuâtre dont la hauteur varie de 30 à 60 cm. Les tiges glabres sont rameuses et striées. Les feuilles coriaces et épineuses (le sclérenchyme foliaire permet de résister à la fanaison par manque d'eau) sont fortement veinées. Les feuilles radicales comportent un pétiole alors que les feuilles supérieures sont embrassantes. Elles ont des dents épineuses. L’inflorescence se présente sous une forme globuleuse de fleurs bleues en ombelles aux rayons très courts qui leur donnent une allure très compacte, hémisphérique de pseudo-capitule. Son appareil racinaire peut être très long (1,5 m en moyenne mais pouvant atteindre 3 à 5 m) : la racine pivotante lui assure un solide ancrage contre le vent tout en lui permettant de puiser l'eau en profondeur jusqu'à la nappe phréatique et de la stocker. La souche qui émet des stolons souterrains accumule des réserves dont la plante se nourrit l'hiver lorsqu'elle a perdu ses parties aériennes.
On le rencontre en taches parfois importantes dans les dunes et zones de galets du littoral.
La floraison a lieu de juin à septembre.
Comme le Panicaut champêtre, ses racines peuvent être les hôtes du Pleurote du panicaut.
Ses principales caractéristiques sont :
Organes reproducteurs :
- Type d'inflorescence : ombelle d'ombellules et involucre de bractées très développées, formant un pseudanthium
- Répartition des sexes : androdioïque
- Type de pollinisation : entomogame
- Période de floraison : juin à septembre

Graine :
- Type de fruit : akène
- Mode de dissémination : épizoochorie, anémogéochorie et hydrochorie[6]

Habitat et répartition :
- Habitat type : dunes submaritimes vivaces thermophiles
- Aire de répartition : méditerranéen-atlantique

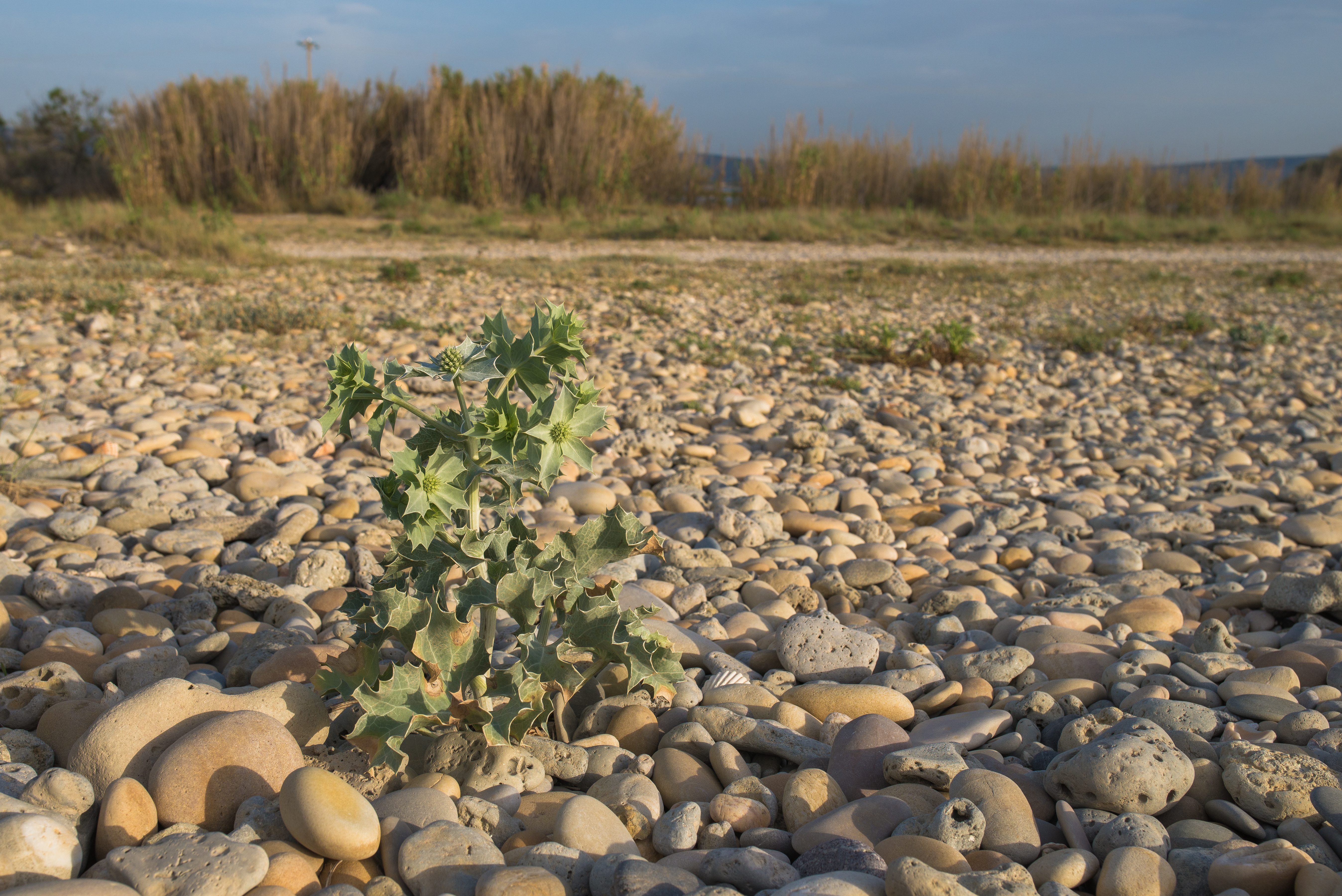
Habitat : zone de galets du littoral, à Vic-la-Gardiole.

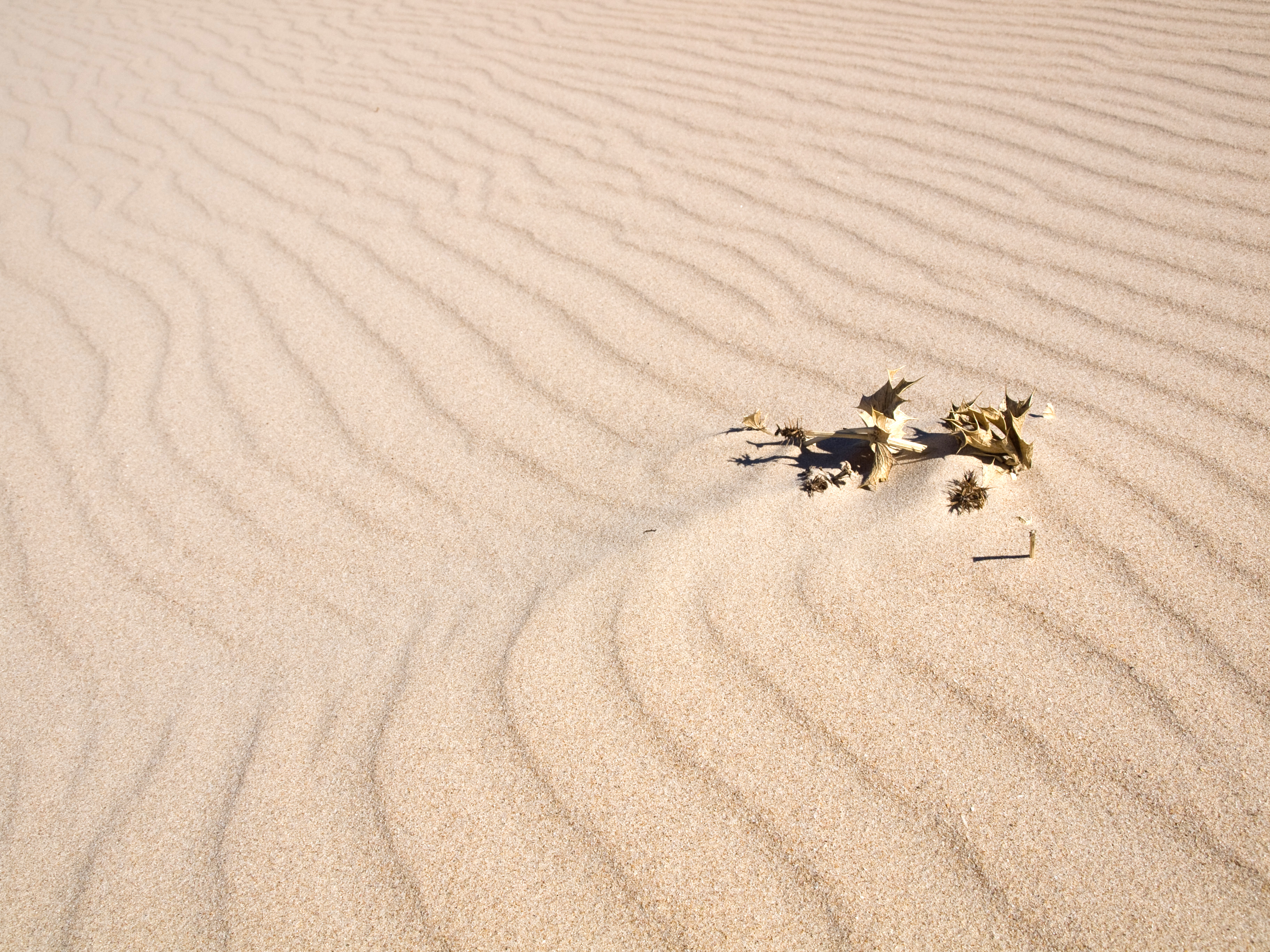
Ce Panicaut présente une croissance particulière qui lui permet de résister à l'enfouissement par le sable : la stratégie de croissance en baïonnette.

|                    |
| Planche botanique. |

|          |
| Habitus. |

|                                                              |
| Inflorescence : ombelle capituliforme large de 15 à 30 mm m. |

|                                                                 |
| Infrutescence : diakènes oviformes, munis d'écailles acuminées. |

## Statuts de protection, menaces
L'espèce n'est pas considérée comme étant menacée en France. En 2021 elle est classée Espèce de préoccupation mineure (LC) par l'UICN. Toutefois localement l'espèce peut être en régression en raison de la surfréquentation littorale : elle est considérée Vulnérable (VU) en Picardie ; elle est en Danger-critique (CR) en Haute-Normandie. Elle bénéficie d'un strict statut de protection dans plusieurs régions (Nord-Pas-de-Calais, Bretagne) et départements français (Vendée, Loire Atlantique),, interdisant sa destruction et la cueillette des fleurs.

## Utilisations

Le logo du conservatoire du littoral représente les fleurs du Panicaut maritime groupées en pseudo-capitule globuleux, entouré de cinq bractées épineuses.

Toute la plante, mais particulièrement la racine, est diurétique, apéritive et a des propriétés anti-inflammatoires, antivirales et anti-cancéreuses. Ces propriétés reposent sur sa teneur en saponines qui sont également très faiblement toxiques (pouvoir hémolytique), d'où la recommandation de la consommer en petites quantités et plutôt cuite.
Les racines, une fois bouillies et grillées ont un goût qui rappelle la châtaigne. En Grande-Bretagne on en fait des sucreries que Shakespeare mentionne :
« Let it thunder to the tune of Green Sleeves,
hail kissing comfits, & snow Eringoes. »
— W. Shakespeare, Merry Wives Of Windsor
Son aptitude à se dessécher sans perdre sa forme et ses couleurs font du chardon des dunes le candidat idéal pour les bouquets secs, ce qui explique qu'il ait été victime de cueillette excessive. 

## Littérature
Maintenant que mon temps décroît comme un flambeau

Que mes tâches sont terminées ;

Maintenant que voici que je touche au tombeau

Par les deuils et par les années,

(...)

Et je pense, écoutant gémir le vent amer,

Et l'onde aux plis infranchissables ;

L'été rit, et l'on voit sur le bord de la mer

Fleurir le chardon bleu des sables.
— Victor Hugo, Les Contemplations, Paroles sur la dune